# Camille Lecointre
Camille Lecointre (ur. 25 lutego 1985) – francuska żeglarka sportowa, brązowa medalistka olimpijska z Rio de Janeiro.
Zawody w 2016 były jej drugimi igrzyskami olimpijskimi, debiutowała w 2012. W Brazylii zajęła trzecie miejsce w klasie 470, załogę jachtu tworzyła również Hélène Defrance. Była mistrzynią świata w tej klasie w 2016, srebrną medalistką ministrostw globu w 2012 i brązową w 2015. Zdobyła złoto mistrzostw Europy w 2015 i ma w dorobku medale igrzysk śródziemnomorskich.